# 卡斯特桥市长
《卡斯特桥市长》（The Mayor of Casterbridge: The Life and Death of a Man of Character）是英国作家托马斯·哈代的一部小说，出版于1886年。这是哈代的威塞克斯小说之一，故事发生在一个虚构的英格兰农村卡斯特桥，代表多塞特郡的多切斯特，作者在那里度过了青春岁月。1886年1月，作品开始每周连载发表。
这部小说被认为是哈代的杰作之一，尽管它被批评包含了太多的事件，作者试图在每周出版的每一期中都包含一些内容。

## 情节

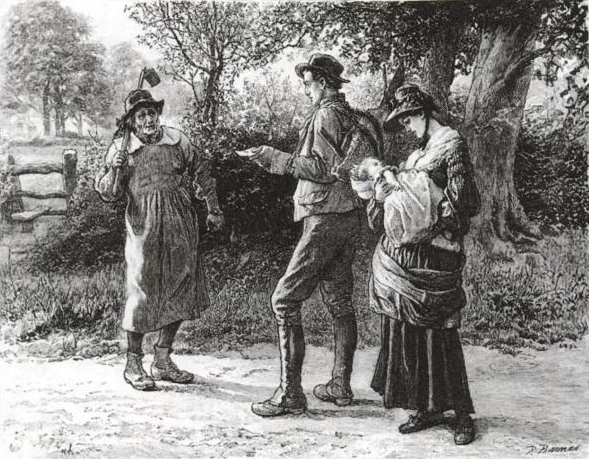

在威塞克斯卡斯特桥附近的一个乡村集市上，21岁的打草工迈克尔·亨查德与妻子苏珊争吵。他醉醺醺地把妻子和他们的宝贝女儿伊丽莎白·简一起，以五堅尼的价格，拍卖给路过的水手理查德·纽森。第二天，他懊悔不已，但已找不到家人。他发誓21年内不再喝酒。
苏珊相信拍卖会具有法律约束力，作为纽森的妻子生活了18年。纽森在海上失踪后，苏珊失去经济来源，决定带着女儿再次寻找亨查德。苏珊几乎没有告诉伊丽莎白·简关于亨查德的事，女孩只知道他是一位姻亲。苏珊发现亨查德已经成为一名非常成功的干草和谷物贸易和卡斯特桥市长，以坚定清醒而闻名。他避免解释他为何失去妻子，让人们认为他是一名鳏夫。
这对夫妇重逢后，亨查德提议进行假的求爱后，与苏珊再婚，在他看来，这是最简单、最谨慎的补救方式，可以避免伊丽莎白·简得知他们的耻辱。同时，他与露西塔·坦普莱曼解除了婚约，她曾在他生病时为他提供护理。
唐纳德·法弗雷是一位年轻而精力充沛的苏格兰人，路过卡斯特桥，帮助亨查德，挽救他购买的不合格谷物。亨查德喜欢上了这个人，劝说他不要移民，并雇佣他经营谷物，同时粗鲁地赶走已经从事这份工作的乔普。法弗雷在这个角色上非常成功，并且越来越超过他的雇主。当他引起伊丽莎白·简的注意时，亨查德解雇了他，法弗雷成为一名独立的商人。法弗雷行事谨慎诚实，但亨查德决心摧毁他的对手，以至于做出危险的商业决策，结果证明是灾难性的。
这对夫妇再婚后不久，苏珊病逝，留给亨查德一封信，说要在伊丽莎白·简的婚礼当天打开。亨查德读了这封没有封好的信，得知伊丽莎白·简实际上不是他的女儿，而是纽森的女儿——他的伊丽莎白·简在婴儿时期就去世了。此后，亨查德便对第二个伊丽莎白·简表现冷淡。
伊丽莎白•简接受了一个职位，陪伴新来的露西塔，她不知道后者曾与亨查德有过一段婚姻，这导致了她的社会毁灭。露西塔从姑姑那里继承了一笔遗产，现在很富有，在得知亨查德的妻子去世后，她来到卡斯特桥与他结婚。然而，她一见到法弗雷，就被他吸引，而他也被她吸引了。
亨查德经济困难，使他相信应该尽快与露西塔结婚。但她爱上了法弗雷，两人在一个周末离家出走结婚，直到事后才告诉亨查德。亨查德的信用崩溃，破产了。法弗雷买下了亨查德的生意，又试图通过试图通过雇佣亨查德做熟练工来帮助他。
露西塔要求亨查德把她的旧情书还给她，亨查德要乔普送情书给她。乔普仍然对自己被骗走保理员的职位怀恨在心，他打开信，在一家客栈大声朗读。居民们举行斯基明顿游行，公开羞辱亨查德和露西塔。露西塔被摧残得崩溃，流产而死。
第二天，纽森 –他并没有死在海上 –来到亨查德家门口，询问他的女儿。 亨查德开始珍视她对自己的好，害怕失去她的陪伴，于是告诉纽森她已经死了。纽森悲伤地离开了。21年后，亨查德的禁欲誓言到期，他又开始喝酒。
纽森最终发现自己被欺骗，于是返回来找亨查德，亨查德躲避逃走。在伊丽莎白•简与法弗莱举行婚礼的那天，亨查德回来，怯生生地寻求和解，遭到拒绝，于是永远离开。伊丽莎白•简对自己的冷淡感到遗憾，于是和法弗雷前去找他。但他们来得太晚，他已经独自一人死去。他们发现了他最后的书面声明：他临终的愿望是被遗忘。

## 人物
- 迈克尔·亨查德：打草工，成为卡斯特桥市长
- 苏珊·亨查德（纽森）：亨查德的妻子，卖给纽森
- 理查德·纽森：水手；购买了苏珊，并作为她事实上的丈夫与她生活多年
- 伊丽莎白·简：亨查德与苏珊之女；婴儿时期死亡
- 伊丽莎白·简：纽森与苏珊的女儿；与法弗雷结婚
- 唐纳德·法弗雷：继亨查德之后成为卡斯特桥市长；苏格兰人
- 露西塔·坦普勒曼：泽西人，与亨查德有婚外情；与法弗雷结婚

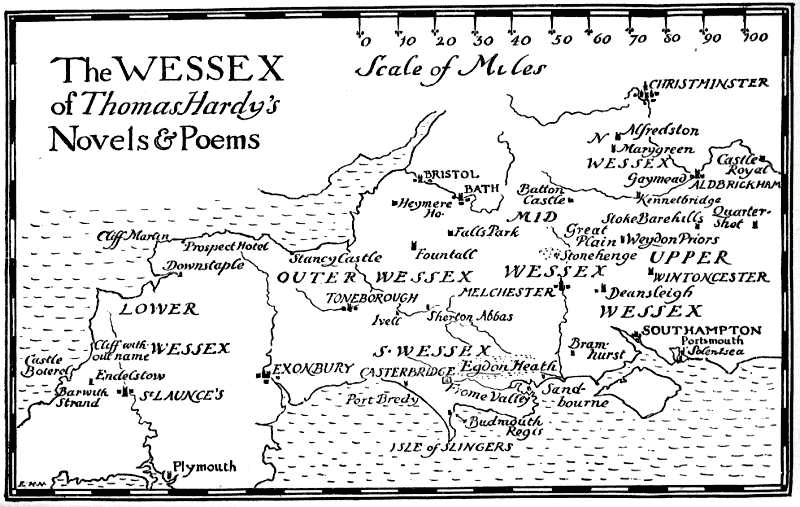

- 约书亚·乔普：曾任经理，对亨查德怀恨在心。